# Heterocordylus tibialis

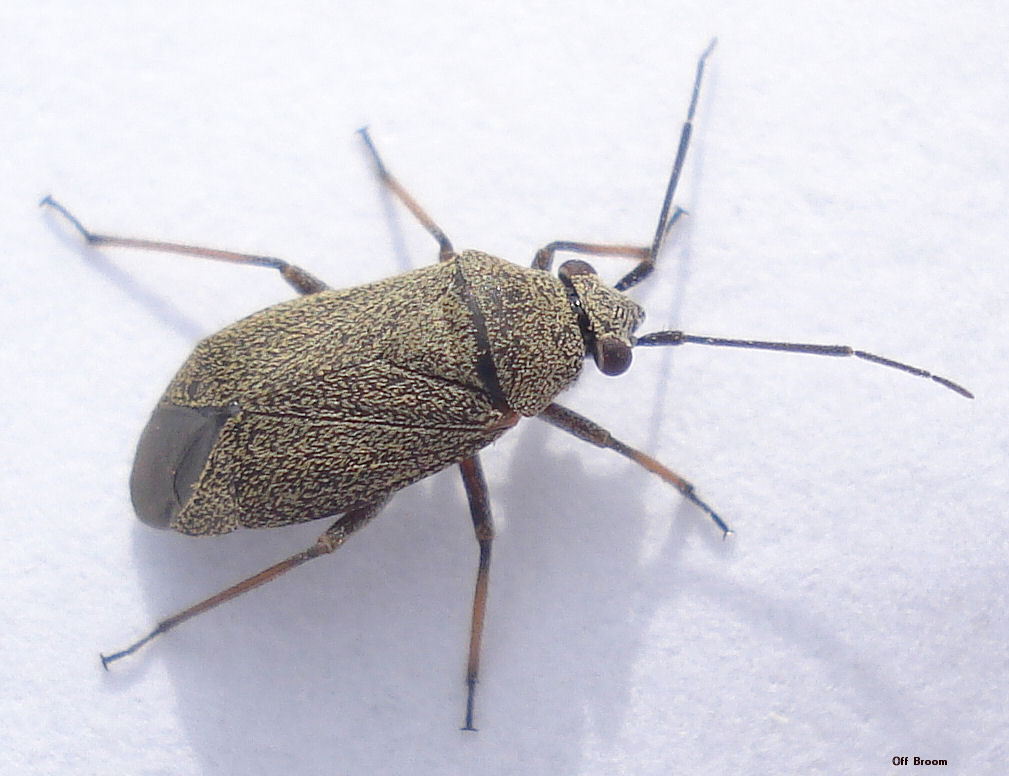
Heterocordylus tibialis

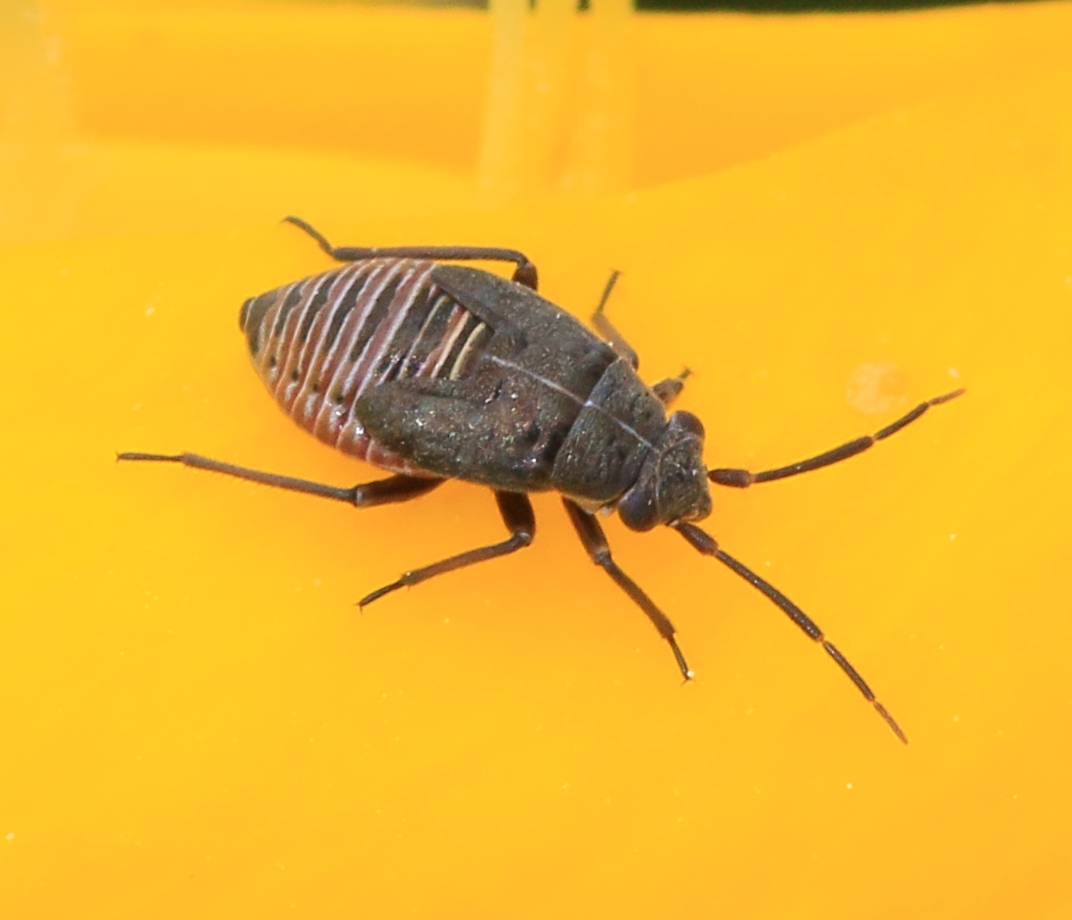
Nymphe

Heterocordylus tibialis ist eine Wanzenart aus der Familie der Weichwanzen (Miridae).

## Merkmale
Die Wanzen werden 4,6 bis 5,2 Millimeter lang. Bei den Wanzen aus der Gattung Heterocordylus handelt es sich um mittelgroße schwarz gefärbte Tiere, deren Körper mit abgeflachten, schuppenartigen, blassen Haaren bedeckt ist. Heterocordylus tibialis kann man anhand der bräunlichen Schienen (Tibien) und der Breite des zweiten Fühlergliedes, das zur Spitze nur leicht verdickt ist, bestimmen.

## Vorkommen und Lebensraum
Die Art ist vom Süden Skandinaviens über West- und Mitteleuropa bis Nordafrika und über Südeuropa und die Karpaten bis nach Kleinasien und in den Nahen Osten verbreitet. Sie ist in Deutschland weit verbreitet und überwiegend häufig, insbesondere im Süden. In Österreich ist sie seltener. Besiedelt werden feuchtere Lebensräume als bei Heterocordylus genistae und Heterocordylus leptocerus.

## Lebensweise
Die Wanzen leben in Mitteleuropa vor allem an Besenginster (Cytisus scoparius), seltener an Ginster (Genista). Sie ernähren sich zoophytophag. Die Nymphen schlüpfen im April und entwickeln sich bereits bis Ende April, häufiger bis Mai zu adulten Wanzen. Die Paarung und Eiablage findet im Juni und Juli statt, im August, spätestens im September sterben die adulten Tiere.

## Belege